# عبد الرحمن ناجي (لاعب كرة قدم قطري)
عبد الرحمن ناجي الجعل (مواليد 18 فبراير 1997) هو لاعب كرة قدم قطري يلعب في خط الوسط حالياً لعب سابقاً مع نادي الشحانية.

## روابط خارجية
- عبد الرحمن ناجي على موقع Soccerway.com (الإنجليزية)